# Delphine Renot
Delphine Renot nascuda Marie Rosalie Delphine Puviland el 8 de març de 1861 a Bourg-en-Bresse i morta el 25 de juliol de 1927 a Saint-Maur-des-Fossés és una actriu de teatre i cinema francesa.

## Biografia
Es va fer un nom per primera vegada al teatre a finals de la dècada de 1890, on va tenir un èxit considerable a l'Théâtre du Château-d'eau i al Théâtre de l'Ambigu. També va actuar al Théâtre du Palais-Royal i al Théâtre de la Porte-Saint-Martin i va interpretar el paper de Marfa Strogoff el 1909 a l'obra Michel Strogoff va actuar al Théâtre du Châtelet. Potser és en aquest context que va conèixer Michel Verne que la va contractar el 1919 a la seva pel·lícula La Destinée de Jean Morénas on interpreta el personatge de Madame Morénas.
Delphine Renot fa gira regularment a Brussel·les i a través de França durant nombroses gires. Després va rebre crítiques molt favorables de la premsa.
Membre de la troupe del Teatre imperial de Sant Petersburg, va tenir molts papers principals de 1900 a 1913, com a Madame Sans-Gène, L'Arlésienne o L'Affaire des poisons.
| « | Delphine Renot, universalment apreciada, tan salvatgement divertida, tan extraordinàriament divertida a La Bonne Hôtelière | » |

.
El 1913 va posar al costat de Carolina Otero, Ève Lavallière i Mistinguett a Àustria durant un concurs de bellesa amb la seva mascota.
Al cinema, va aparèixer breument del 1909 al 1918. Així va aparèixer al primer episodi de Les Misérables d'Albert Capellani el 1912 en el paper de Mme Thénardier així com en diverses pel·lícules mudes durant la guerra. El 1918, va trebalar sota la direcció de Louis Feuillade a Les Vampires, amb Yvette Andréyor.
Morta als 66 anys, Delphine Renot s'havia divorciat de l'actor Jean-Joseph Renot des del desembre de 1902 i es va tornar a casar amb el mim comediant Jean Jacquinet l’agost de 1905.

## Filmografia
- 1909 : La Rente viagère de Georges Monca i Armand Numès
- 1909 : Les Deux Orphelines de Georges Monca : Mère Frochard
- 1909 : Le Concert de Théodore de Georges Monca
- 1909 : Le Fils du saltimbanque (director desconegut)
- 1909 : Mariage à l'espagnole de Michel Carré
- 1910 : Le Caprice du vainqueur d'Henri Andréani i Ferdinand Zecca
- 1911 : La Peau de l'ours de Léonce Perret
- 1911 : L'Une pour l'autre (ou Sœurs de lait) de Georges Denola
- 1912 : La Grève des domestiques de Léonce Perret
- 1912 : Les Mystères de Paris d'Albert Capellani
- 1912 : Max reprend sa liberté de Max Linder : la bele-mère
- 1913 : Les Exploits de Rocambole de Georges Denola
- 1913 : Les Millions de la bonne de Louis Feuillade : la Fleur-de-Nave
- 1913 : Le geste qui accuse de Brada : Francine
- 1913 : Les Misérables d'Albert Capellani : Madame Thénardier
- 1914 : Rocambole et l'Héritage du marquis de Morfontaine de Georges Denola
- 1914 : Sainte-Odile de Gaston Ravel
- 1914 : La Jeunesse de Rocambole de Georges Denola
- 1914 : Rigadin Cendrilon de Georges Monca
- 1914 : La Famile Boléro de Georges Monca i Charles Prince
- 1914 : L'Hôtel de la gare de Louis Feuillade
- 1915 : Le Trophée du zouave de Gaston Ravel
- 1915 : Les Noces d'argent de Louis Feuillade
- 1915 : Le Sosie de Louis Feuillade
- 1915 : L'Escapade de Filoche de Louis Feuillade : Mélanie
- 1915-1916 : Les Vampires de Louis Feuillade : la mère de Guérande
- 1916 : Le Colonel Bontemps de Louis Feuillade
- 1917 : La Fugue de Lily de Louis Feuillade
- 1918 : Française malgré tout (director desconegut)
- 1919 : La Destinée de Jean Morénas : Mme Morénas

## Teatre
- 1898 : La Bande à Fifi, de Maurice Varret i Gardel-Hervé : Aliette
- 1905 : Nono de Sacha Guitry : Madame Weiss
- 1906 : La Maison des juges de Gaston Leroux : Mme Lambert